# Abrostola congolensis
Abrostola congolensis är en fjärilsart som beskrevs av Claude Dufay 1958. Abrostola congolensis ingår i släktet Abrostola och familjen nattflyn. Inga underarter finns listade i Catalogue of Life.